# Nokia C3 Touch and Type
Il Nokia C3-01 è un telefono cellulare prodotto da Nokia. È il secondo cellulare di tipo "candybar" prodotto da Nokia funzionante sia con touch screen che con tastiera. Funziona con sistema operativo Serie 40.
Nel 2011 Nokia ha lanciato una versione aggiornata a livello hardware del cellulare, nota come Nokia C3-01.5, identificabile dal codice RM-776 sull'adesivo posto nel vano batteria. Le differenze tra il C3-01.5 (RM-776) e il C3-01 (RM-640) sono rilevabili nella CPU (1 GHz contro 680 MHz) e nel quantitativo di memoria ROM (256 MB contro 128 MB) e RAM (128 MB contro 64 MB). Poco tempo dopo è stata messa in commercio anche la versione Nokia C3-01 Gold Edition, del tutto simile a livello hardware alla C3-01.5 ma con scocca in oro a 18 carati.

## Caratteristiche
Il telefonino è dotato di schermo touch screen e tastiera ITU-T da 12 tasti, ma non di un tasto navigazione (sostituito dall'uso del touchscreen). Alcune delle caratteristiche principali sono: WiFi, HSDPA, VoIP con sistema HD Voice, fotocamera da 5.0 megapixel con flash, WebKit Open Source Browser, Flash Lite 3.0, Bluetooth 2.1 + EDR e Java MIDP 2.1 con l'aggiunta di API. Supporta anche la funzione USB On-the-Go, la quale permette al telefonino di funzionare come un host USB.

## Scheda tecnica
| Type                      | Specification |
| ------------------------- | --- |
| Modalità                  | GSM 850 / GSM 900 / GSM 1800 / GSM 1900 / WCDMA 850 / WCDMA 900 / WCDMA 1900 / WCDMA 2100 |
| Disponibilità             | Africa, Asia-Pacific, Brasile, Cina, Eurasia, Europa, America Latina, Medio Oriente, SEAP, Ucraina, Russia, Stati Uniti d'America |
| Massa                     | 100 g |
| Dimensioni                | 111 x 47.5 x 11 mm |
| Forma                     | Candybar |
| Durata batteria           | Conversazione: 5.6 hours (GSM), 3.4 hours (WCDMA) Standby: 17 days (GSM), 18 days (WCDMA) |
| Tipo batteria             | BL-5CT 3.7V 1050 mAh |
| Display                   | Tipo: TFT Colori: 262 000 (18-bit) Dimensioni 2.4" Risoluzione: 240 x 320 pixels (QVGA) |
| Platform / OS             | BB5 / Nokia Series 40, 6th Edition feature pack 1 |
| Memoria                   | 64 MB |
| Digital TTY/TDD           | Sì |
| Multilingua               | Sì |
| Ringer Profiles           | Sì |
| Vibrazione                | Sì |
| Bluetooth                 | Profili supportati: A2DP, AVRCP, DUN, FTP, GAP, GAVDP, GOEP, HFP, HSP, OPP, PAN, PBAP, SAP, SDAP, SPP |
| PC Sync                   | Sì |
| USB                       | Micro-USB |
| Più numeri per nominativo | Sì |
| Chiamata vocale           | Sì |
| Grafica personalizzabile  | Sì |
| Suonerie personalizzabili | Sì |
| Data-Capable              | Sì |
| Modo Aereo                | Sì |
| Dati a pacchetto          | Tecnologia: GPRS MSC 32 (RX+TX: 4+3, 3+2) (massimo 5 slots), EDGE (EGPRS): MSC 32 (RX+TX 4+3, 3+2) (massimo 5 slots), WCDMA 2100, velocità massima PS 128/384 kbit/s (UL/DL), CS 12.2 kbit/s, HSUPA velocità massima 2.0 Mbit/s, HSDPA velocità massima 10.2 Mbit/s (DL) |
| WLAN                      | 802.11b (11 Mbit/s), 802.11g (54 Mbit/s), 902.11d (problemi di roaming), 802.11i (problemi di sicurezza, WEP, WPA, WPA2, EAP), 802.11e (problemi di QoS), 802.11n |
| WAP / Web Browser         | HTML over TCP/IP, WAP 2.0, WebKit Open Source Browser, XHTML over TCP/IP |
| Predictive Text Entry     | T9 |
| Tasti laterali            | Lato destro: tasti volume, tasto fotocamera |
| Memory Card               | Tipo: microSD fino a 32 GB. |
| Client di posta           | Protocolli supportati: IMAP4, POP3, SMTP supporta gli allegati |
| MMS                       | MMS 1.2 / SMIL |
| SMS                       | 2-Way: Sì (non dispone di funzionalità taglia-copia-incolla) |
| Radio FM                  | Stereo: Sì |
| Music Player              | Supporta i formati: MP3, MP4, AAC, AAC+, eAAC+, WMA, WAV |
| Fotocamera                | Risoluzione: 5 megapixel (2592 x 1944) (Fixed-Focus) con zoom digitale 4x e flash LED |
| Riproduzione video        | Protocollo: 3GPP |
| Registrazione video       | QVGA, fino a 20 frame/s; H.263, MPEG4 e VGA fino a 15 frame/s |
| Sveglia                   | Sì |
| Calcolatrice              | Sì |
| Agenda                    | Sì |
| SyncML                    | Sì |
| To-Do List                | Sì |
| Voice Memo                | Sì |
| Giochi                    | Sì |
| Java ME                   | Versione: MIDP 2.1, CLDC 1.1 supported JSRs: 75, 82, 118, 120, 135, 139, 172, 177, 179, 184, 185, 205, 211, 226, 234, 248, 284 |
| Jack auricolare           | Sì (3.5 mm) |
| Altoparlante              | Sì |
| Ultima versione firmware  | 07.58 |